# 棚橋影草
棚橋 影草（たなはし えいそう、1899年12月1日 - 1970年9月9日）は、日本の俳人、医学者。福岡県福岡市出身。本名は棚橋陽吉。

## 来歴
1918年福岡県立中学修猷館を経て、九州帝国大学医学部を卒業し、同大医学部教授に就任。貝の血液研究でも知られる。
昭和の初めから、吉岡禅寺洞に師事し、俳誌「天の川」幹部同人となり、新興俳句の隆盛期に評論などで活躍した。一時横山白虹の後を継ぎ「天の川」を編集している。1938年以後目を病み、句作から離れた。

## 著書
- 句集『洲』（天の川発行所、1939年）